# Varacosa avara
Varacosa avara là một loài nhện trong họ Lycosidae.
Loài này thuộc chi Varacosa. Varacosa avara được Eugen von Keyserling miêu tả năm 1877.